# Порча (магия)
По́рча (от рус. портить) — суеверие, основанное на вере некоторых людей во вредоносное магическое влияние со стороны недоброжелателей. За результат влияния принимаются болезнь, смерть, психическое расстройство, уродство, расстройство дел и добрых отношений, расторжение договоров. Порча наводится посредством недоброго взгляда (сглаз) или с помощью магического ритуала (обряда, наговора), через пищу, вещи, воду, ветер, дерево. Суеверия и мифы о существовании порчи, а также о возможности уничтожения такого влияния (снятия порчи) в различной степени распространены у многих народов.
Порчей могут называться как сами магические приёмы, так и последствия их применения. Другие названия — уро́к, переполо́х, прико́с, ура́з, призо́р, осу́д, озе́в/озёв, пристре́т, при́тка/при́тча.

## Объяснения
Явления, приписываемые порче, вполне могут быть объяснены естественным ходом событий. Достаточно часто порчей пытаются объяснить события, на первый взгляд не имеющие какого-либо разумного объяснения или ясно видимых причин.

## Наведение порчи
Сама этимология названий порчи отражает представления о способах её очного наведения: от чужого взгляда (сглаз, призор), слова, речи (урок, осуд, оговор, приговор), прикосновения или ранения (прикос, ураз), дыхания (озевыши, озев, озеп, озек, озык) — то есть любого общения. Поскольку общение предполагает сближение, по данному обстоятельству прозрачно этимологизируется ещё ряд однокоренных названий — связанных с «верой во встречу»: пристреча, пристрет, ср. укр. пристрiт — «порча», «сглаз» — буквально «при встрече».
Наиболее распространёнными в современном обществе мифами о заочной порче являются:
- отражающий суеверное представление о «контагиозной магии» миф о порче с помощью нарочно изготовленного («наговоренного») магического предмета или вещества, которые подбрасываются в личное пространство жертвы (того, на кого порча «напущена», кому «поделано»); сами же предметы или вещества выступают под разными названиями:
  - потво́р[6],
  - поде́л, покла́д[8] (также «кладь», в устойчивом выражении «порча от кла́ди»),
  - нау́з (наиболее часто вредоносный науз описывают в виде кольца из птичьих перьев, зашитого в подушку или перину, либо пучка волос, специальным образом обмотанного нитью, скреплённого с костями животных или птиц)[9], наузы также называются «узами», «узлами», а человек, занимающийся изготовлением наузов, — «угольником»[6];
  - мёртвая вода (разливаемая под порогом жертвы вода, которая использовалась для обмывания недавно умершего);
- отражающий представления о «парциальной магии» миф о возможности наведения порчи через колдовское использование собственных частей тела жертвы (волос, ногтей, крови), его/её личных вещей (одежды и пр.), снимков (к примеру, фотографий), следов («вынимание следа»);
- отражающий представления о «симпатической магии» (магии подобия, обрядовой магии) миф о напуске порчи с помощью прободзаемой иглами куклы, изображающей жертву — такие обрядовые куклы широко применяются, например, в практике религии вуду у афро-карибских народов (йоруба и другие).

## Снятие порчи
Считается, что порчу можно снять, если человек сможет разгадать тайну ритуала, а также с помощью молитв, веры в Бога, обращением к священнику.
Также верящие в порчу нередко обращаются к знахарям, шаманам, экстрасенсам, к тем же ведьмам и им подобным, которые берут за это очень большие суммы денег. Часто люди, решившие снять порчу, а это в основном женщины, лишаются денег, квартир, драгоценностей и другого имущества, веру в порчу используют разные мошенницы: лжегадалки, экстрасенсы, лжецелители и другие, часто этим занимаются цыганки и преступницы, владеющие гипнозом
.
У славян, в ночь под Ивана Купала во избежание порчи, коров ставили в хлевах косу или клали четверговую свечу (горевшую на Страстях). Существовало много других амулетов; например, к рогам коров прикрепляли ремезовое гнездо.

## Конфессиональное восприятие

### Христианство
В христианстве вера в сглаз и порчу является грехом суеверия, а обращение к бабкам, любым магам, экстрасенсам — грехом обращения к колдовству, к дьяволу.
По словам известного российского богослова А. И. Осипова, «для христианина, искренне верующего и желающего искренне жить по заповедям Божиим и кающегося в своих нарушениях, никаких порч быть не может… [они] касаются…только людей неверующих, суеверных, язычников…тех, кто верит в это…которые дрожат — „как бы меня кто не сглазил, как бы меня кто не испортил“ и этим свидетельствуют о своей вере в это. Вот их-то порча как раз и постигает».
Православный богослов, протодиакон А. В. Кураев указывает, что колдовство является бессмысленным богоборчеством, а понятия сглаз, порча, заговоры, привороты являются вредным суеверием:

Так что же это за «насланные болезни», что это за «сглазы» и «порчи»? Поскольку эти слова не встречаются в богословских словарях и энциклопедиях, равно как и в серьёзных богословских трудах, то они нуждаются в особом пояснении. Если эти слова пришли не из церковного языка, то, откуда же? Из язычества, из народничества, из фольклора. <…> Но в целом церковное богословие призывало относиться к вере в «порчу» как к суеверию.
<…>Писание упоминает о чародействе лишь как об одной из разновидностей тяжких грехов. Занятия чародейством — то, что вредит самому грешнику, но не то, что приносит беду тем, с кем этот несчастный грешник находится во вражде. Ничто в Писании не даёт нам оснований считать, что колдовской грех соседа может повлиять на христианина.
По мнению священника Даниила Сысоева «никто и не считал веру в „порчу“ частью вероучения, как никто не считал частью вероучения угрозы убийства или грабежа. Вопрос о „порче“ для христианина лишь часть нравственного богословия. Если Господь запретил нам бояться смерти, то тем более нелепо боятся болезни». В то же время о. Даниил приводит ссылки и цитаты, согласно которым в Церковном Предании существует немало указаний на возможную реальность вредоносного чародейства, например:

В «Православном исповедании Кафолической и Апостольской Церкви Восточной», известнейшей символической книге Православия, утвержденной на Киевском, Ясском и Константинопольских Соборах и одобренной восточными патриархами сказано о грехах против 2 заповеди: «Еще преступают сию заповедь те, которые прибегают к волхованиям и чародействам, которые признают неизменным и верным счастье и судьбу… также превращают людей в овец и других животных».